# Instytut Medycyny Weterynaryjnej UMK w Toruniu
Instytut Medycyny Weterynaryjnej UMK w Toruniu – jednostka naukowo-dydaktyczna UMK w Toruniu, która od 1 października 2019 roku weszła w skład Wydziału Nauk Biologicznych i Weterynaryjnych. Instytut działa przy ul. Gagarina 7, siedziba podlegającej jej Klinice Weterynaryjnej przy ul. Szosa Bydgoska 13. Należy do jednej z siedmiu jednostek, kształcących przyszłych lekarzy medycyny weterynaryjnej w Polsce, a zarazem do jednej z zaledwie dwóch w kraju, które przygotowują analityków weterynaryjnych. Prowadzi studia stacjonarne, jednolite magisterskie na kierunku weterynaria, które trwają 5 lat i 5 miesięcy oraz 3-letnie studia licencjackie na kierunku analityka weterynaryjna. W Instytucie działa 5 katedr.
W rankingu Times Higher Education World University Rankings, kierunek weterynaria prowadzony przez Instytut sklasyfikowany jest jako jeden z trzech najwyżej ocenionych kierunków weterynaryjnych w Polsce. Dyplom lekarza weterynarii uzyskany na Uniwersytecie Mikołaja Kopernika jest honorowany w krajach Unii Europejskiej.

## Historia
Historia medycyny weterynaryjnej, której tradycje dziś kontynuuje Uniwersytet Mikołaja Kopernika, sięga początków XIX wieku. W 1823 roku Ludwik Bojanus założył pierwszą polską szkołę weterynaryjną – Instytut Praktycznej Weterynarii przy Uniwersytecie Stefana Batorego w Wilnie.
Po II wojnie światowej, w 1945 roku, wielu pracowników USB przeniosło się do Torunia, by współtworzyć nowo powstający Uniwersytet Mikołaja Kopernika. Ich obecność miała kluczowe znaczenie dla rozwoju toruńskiego środowiska akademickiego. Inauguracja pierwszego roku akademickiego UMK, która odbyła się pod koniec listopada 1945 roku, miała wymiar symboliczny – powstawał nowy ośrodek akademicki, który jednocześnie stawał się spadkobiercą tradycji Uniwersytetu Stefana Batorego. W tym kontekście symboliczny „powrót” medycyny weterynaryjnej do Torunia stanowi ważne ogniwo łączące historię obu uczelni.
Kontynuując tę tradycję, w 2017 roku Senat UMK podjął decyzję o utworzeniu Centrum Weterynarii w Toruniu, którego oficjalne otwarcie miało miejsce 1 września 2017 roku. 1 października 2019 roku Centrum zostało włączone w struktury Wydziału Nauk Biologicznych i Weterynaryjnych UMK i przyjęło nazwę Instytut Medycyny Weterynaryjnej. 20 marca 2020 roku rozpoczęto budowę nowej siedziby Instytutu Medycyny Weterynaryjnej.

## Uprawnienia i akredytacje
Kierunek posiada pozytywną ocenę Polskiej Komisji Akredytacyjnej, a Rada Dyscypliny Weterynaria Uniwersytetu Mikołaja Kopernika uprawnienia do nadawania stopnia naukowego doktora w Szkole Doktorskiej Nauk Ścisłych i Przyrodniczych „Academia Scientiarum Thoruniensis” oraz Interdyscyplinarnej Szkole Doktorskiej „Academia Copernicana”. Ponadto posiada uprawnienia do nadawania stopnia doktora habilitowanego, również w dziedzinie nauk weterynaryjnych.
Instytut Medycyny Weterynaryjnej Uniwersytetu Mikołaja Kopernika uzyskał kategorię naukową B+ w dyscyplinie „weterynaria” w ramach ewaluacji jakości działalności naukowej przeprowadzonej przez Ministerstwo Edukacji i Nauki. Kategoria ta uprawnia jednostkę do nadawania wyżej wymienionych stopni naukowych.

## Międzynarodowe współprace

### Współprace z naukowcami i ośrodkami naukowymi
Pracownicy IMW-UMK są członkami Europejskiego Towarzystwa Embriotransferu i angażują się w międzynarodowe projekty dotyczące nowoczesnych biotechnologii. Kontakty naukowe pracowników stanowią podstawę współpracy Instytutu na arenie międzynarodowej. IMW-UMK utrzymuje porozumienie z 32 ośrodkami zagranicznymi:
| Lp. | Nazwa | Państwo     |
| --- | --- | ----------- |
| 1.  | State Key Laboratory for Conservation and Utilisation of Subtropical Agro-bioresources, Guangxi University, Nanning, Guangxi             | Chiny       |
| 2.  | City University of Honkong | Chiny       |
| 3.  | Technical University, Kopenhaga | Dania       |
| 4.  | University of Aalborg | Dania       |
| 5.  | University of Aarhus | Dania       |
| 6.  | Rajasthan University of Veterinary and Animal Sciences, Bijey Bhawan Palace Complex, Near Deen Dayal Upadhyay Circle, Bikaner, Rajasthan | Indie       |
| 7.  | Universitas Brawijaya | Indonezja   |
| 8.  | Tokushima University | Japonia     |
| 9.  | School of Medicine Kyungpook National University                                                                                         | Korea Płd.  |
| 10. | Faculty of Veterinary Medicine, University Malaysia Kelantan, Pengkalan Chepa, Kota Bharu                                                | Malezja     |
| 11. | Uniwersytet Techniczny, Wydział Medycyny Weterynaryjnej                                                                                  | Mołdawia    |
| 12. | Georg-August-Universität Göttingen | Niemcy      |
| 13. | Leibnitz Institute, Berlin | Niemcy      |
| 14. | Max-Plack-Institute, Monachium | Niemcy      |
| 15. | University of Veterinary Medicine Hannover                                                                                               | Niemcy      |
| 16. | Research Institute for the Biology of Farm Animals, Dummerstorf                                                                          | Niemcy      |
| 17. | Tierarztliche Praxis fur Kleintiere, Dortmund                                                                                            | Niemcy      |
| 18. | Universidade do Porto | Portugalia  |
| 19. | Karolinska Institute Stockholm | Szwecja     |
| 20. | Swedish University of Agricultural Sciences, Uppsala                                                                                     | Szwecja     |
| 21. | Centrum Muzealne, Zakład UNESCO, Państwowy Uniwersytet Biotechnologiczny w Charkowie                                                     | Ukraina     |
| 22. | Narodowy Uniwersytet Biozasobów i Zarządzania Naturą Ukrainy w Kijowie                                                                   | Ukraina     |
| 23. | Lwowski Narodowy Uniwersytet Medycyny Weterynaryjnej i Biotechnologii im. Stefana Gżyckiego                                              | Ukraina     |
| 24. | Połtawska Państwowa Akademia Rolnicza | Ukraina     |
| 25. | Wydział Medycyny Weterynaryjnej, Państwowy Uniwersytet Biotechnologiczny w Charkowie                                                     | Ukraina     |
| 26. | University of Liverpool | UK          |
| 27. | Harvard Medical School, Boston | USA         |
| 28. | University of California, Davis | USA         |
| 29. | University of California, Oakland | USA         |
| 30. | University of Colorado, Fort Collins | USA         |
| 31. | Cardiovascular Research Foundation, Skirball Center for Innovation, Nowy Jork                                                            | USA/Ukraina |
| 32. | The FIRC Institute Of Molecular Oncology, Mediolan                                                                                       | Włochy      |

### Zrzeszenie Studentów Weterynarii
Międzynarodowe Zrzeszenie Studentów Weterynarii IVSA (International Veterinary Students Association) zaakceptowało Zrzeszenie Studentów Weterynarii przy IMW w Toruniu jako Organizację Członkowską Międzynarodowego Zrzeszenia Studentów Weterynarii w dniu 27 lutego 2021 roku.

## Klinika Instytutu
Siedziba Instytutu Medycyny Weterynaryjnej UMK została oddana do użytku 19 maja 2022 roku. Budynek zlokalizowany przy ul. Szosa Bydgoska 13 ma powierzchnię użytkową 5,6 tys. m2. Inwestycja była realizowana w ramach rozwoju Międzyuczelnianego Centrum Medycyny Weterynaryjnej.
W skład infrastruktury wchodzą między innymi:
- całodobowa klinika dla koni,
- przychodnia dla małych zwierząt z czterema salami operacyjnymi,
- sale dydaktyczne i laboratoria,
- zaplecze do pracy ze zwierzętami hodowlanymi, m.in. trzodą chlewną, bydłem i małymi przeżuwaczami.

Dzięki rozbudowanej infrastrukturze możliwe jest prowadzenie zarówno zajęć dydaktycznych, jak i prac badawczych w zakresie medycyny weterynaryjnej.

## Szkolenia specjalizacyjne
W 2025 roku Instytut Medycyny Weterynaryjnej UMK uruchomił pierwsze w swojej historii szkolenie specjalizacyjne dla lekarzy weterynarii. Obszarem tej specjalizacji jest dobrostan zwierząt. 
- Specjalizacja z dobrostanu zwierząt

Program obejmuje cztery semestry nauki i kończy się państwowym egzaminem, którego zdanie uprawnia do uzyskania tytułu specjalisty. Organizatorem szkolenia jest Katedra Ochrony Zdrowia Publicznego i Dobrostanu Zwierząt, a kierownikiem programu specjalizacyjnego został prof. dr hab. Roman Kołacz. Program obejmuje zarówno wykłady teoretyczne, jak i zajęcia praktyczne oraz terenowe, ze szczególnym uwzględnieniem aktualnych wymagań prawnych i etycznych dotyczących dobrostanu zwierząt gospodarskich i towarzyszących.
- Studia podyplomowe z dobrostanu zwierząt

Poza specjalizacją, Instytut prowadzi także dwusemestralne studia podyplomowe z zakresu dobrostanu zwierząt, skierowane do lekarzy weterynarii, pracowników inspekcji weterynaryjnej, hodowców oraz osób zajmujących się zarządzaniem fermami.

## Koła naukowe
Przy Instytucie Medycyny Weterynaryjnej działa kilka studenckich kół naukowych, które umożliwiają studentom rozwijanie zainteresowań w różnych obszarach medycyny weterynaryjnej:
- Studenckie Koło Naukowe Hipiatryczne „Equi Vita” – skupia studentów zainteresowanych medycyną koni[28].
- Studenckie Koło Bujatryczne „Res Ruminantiae” – koncentruje się na zagadnieniach związanych z leczeniem i profilaktyką chorób przeżuwaczy[29].
- Studenckie Koło Naukowe Internistów Weterynaryjnych „Ad Morbos Canum et Felium” – działa w obszarze chorób wewnętrznych zwierząt[30].
- Studenckie Koło Naukowe „Res Anatomiae Animalium” – zrzesza miłośników anatomii zwierząt[31].
- Studenckie Koło Naukowe Chirurgii Weterynaryjnej „VetCaFe” – skupia studentów zainteresowanych chirurgią weterynaryjną, oferując możliwość pogłębiania wiedzy i umiejętności praktycznych w tej dziedzinie[32].
- Studenckie Koło Naukowe Endokrynologów i Dermatologów Weterynaryjnych „ENDO-DERM” – zajmuje się pogłębianiem wiedzy i rozwijaniem umiejętności studentów w zakresie endokrynologii i dermatologii zwierząt[33].
- Studenckie Koło Naukowe „Gorączkowo zapaleni” – działa przy Katedrze Immunologii Instytutu Biologii we współpracy z Instytutem Medycyny Weterynaryjnej, angażując studentów weterynarii w projekty dotyczące immunologii i chorób zapalnych, takich jak mastitis[34].

## Toruńska Fundacja Nauki i Edukacji Weterynaryjnej
Dnia 21 czerwca 2021 roku, aktem notarialnym powołano do życia Toruńską Fundację Nauki i Edukacji Weterynaryjnej, organizację non-profit funkcjonującą przy Instytucie Medycyny Weterynaryjnej UMK. Fundacja została założona przez trzech naukowców jak i nauczycieli akademickich Instytutu: prof. dr hab. Jędrzeja Marię Jaśkowskiego, prof. dr hab. Pawła Sysę oraz dr hab. Jarosława Sobolewskiego.
Jej podstawowym celem jest wspieranie rozwoju wiedzy z zakresu nauk weterynaryjnych oraz doskonalenie kompetencji lekarzy weterynarii poprzez działalność edukacyjną, naukową i popularyzatorską. Fundacja tworzy przestrzeń dla rozwoju zawodowego, wymiany doświadczeń i promowania nowoczesnego podejścia do medycyny zwierząt.
Zakres działalności fundacji obejmuje m.in:
- organizację szkoleń i warsztatów praktycznych i teoretycznych prowadzonych przez specjalistów,
- prowadzenie kursów online i webinariów,
- udostępnianie publikacji i materiałów edukacyjnych opartych na aktualnych badaniach naukowych,
- organizację konferencji i seminariów z udziałem ekspertów z kraju i zagranicy,
- realizację programów mentoringowych skierowanych zarówno do początkujących, jak i doświadczonych lekarzy weterynarii.

Fundacja współpracuje z uczelniami wyższymi, placówkami naukowymi oraz firmami z branży weterynaryjnej.

## Struktura organizacyjna
W ramach Instytutu Medycyny Weterynaryjnej UMK w Toruniu działają
- Katedra Chirurgii Weterynaryjnej
  - Kierownik: dr hab. Paweł Antosik, prof. UMK[40]
- Katedra Diagnostyki i Nauk Klinicznych
  - Kierownik: prof. dr hab. Urszula Pasławska[41]
- Katedra Chorób Zakaźnych i Inwazyjnych oraz Administracji Weterynaryjnej
  - Kierownik: prof. dr hab. Grzegorz Woźniakowski[42]
- Katedra Nauk Podstawowych i Przedklinicznych
  - Kierownik: prof. dr hab. Mariusz Skowroński[43]
- Katedra Ochrony Zdrowia Publicznego i Dobrostanu Zwierząt
  - Kierownik: dr hab. Jarosław Sobolewski, prof. UMK[44]

## Władze IMW oraz MCMW
Instytut Medycyny Weterynaryjnej:
- Dyrektor – dr hab. Paweł Antosik, prof. UMK
- Z-ca dyrektora – dr hab. Małgorzata Olejnik, prof. UMK

Międzyuczelniane Centrum Medycyny Weterynaryjnej:
- Dyrektor – prof. dr hab. Jędrzej M. Jaśkowski
- Z-ca dyrektora – dr hab. Anna Ligocka, prof. PB
- Z-ca dyrektora – dr hab. Wiesław Krumrych, prof. UKW
- Z-ca dyrektora – dr hab. Jarosław Sobolewski, prof. UMK

## Międzyuczelniane Centrum Medycyny Weterynaryjnej
Międzyuczelniane Centrum Medycyny Weterynaryjnej (MCMW) podlega Instytutowi. Celem Centrum jest prowadzenie jednolitych studiów magisterskich na kierunku weterynaria, wykorzystując zasoby kadrowe i infrastrukturalne trzech uczelni. Zostało utworzone przez trzy główne uczelnie województwa kujawsko-pomorskiego:
- Uniwersytet Mikołaja Kopernika w Toruniu
- Politechnika Bydgoska im. Jana i Jędrzeja Śniadeckich
- Uniwersytet Kazimierza Wielkiego w Bydgoszczy